# Conchita Supervía
Pour les articles homonymes, voir Conchita.
Conception Supervía Pascual (en catalan : Concepció Supervia i Pascual), connue aussi comme Conchita Supervía (en catalan : Conxita Supervia), (Barcelone, 9 décembre 1895 – Londres, 30 mars 1936) est une mezzo-soprano lyrique espagnole très populaire et historiquement importante. Malgré sa disparition précoce et tragique, c'est l'une des cantatrices les plus marquantes de son époque.

## Excellence
Ses exceptionnels dons vocaux lui permettent la rapidité dans la coloratura et une maîtrise des nuances sonores et des timbres. Conchita Supervía a chanté les plus grands rôles pour de mezzo-soprano coloratura : les trois grandes héroïnes de Gioachino Rossini : Rosina du Barbier de Séville, Angelina de La Cenerentola et Isabella de L'italiana in Algeri, la rendant célèbre dans le monde entier. Composés pour mezzo-sopranos, ces rôles avaient été dénaturés par d'autres modèles stylistiques postérieurs en étant chantés par des sopranos légères lors de l'extinction de la mezzo coloratura. Douée de tempérament et de présence scénique, exacte dans le phrasé et l'intention, son usage exagéré du vibrato (très rapide, surtout dans le registre inférieur) lui vaut en revanche des adversaires critiques. Cependant, sa restauration philologique du bel canto rossinien est sa contribution majeure au monde lyrique.
En chantant ces rôles dans les tonalités originales, Supervía revient à la tradition stylistique, et devient pionnière de figures aussi célèbres de nos jours que Teresa Berganza, Marilyn Horne, Frederica von Stade, Agnes Baltsa, Lucia Valentini Terrani, Cecilia Bartoli et Joyce DiDonato.

## Parcours
Conchita Supervía étudie le chant au Colegio de la Damas de Barcelone puis au Conservatoire de musique de Liceu. Dès ses quinze ans, le 1er octobre 1910, elle fait ses débuts au Théâtre Colón de Buenos Aires en interprétant un rôle secondaire dans une œuvre de l'argentin César Stiattesi, Bianca de Beulieu. Dès lors, un de ses professeurs de chant, Goula, qui possède sa propre compagnie, l'embauche pour réaliser de petits rôles ; par exemple, la même année, elle incarne Zulima des Les Amants de Teruel de Tomás Bretón et Lola dans Cavalleria rusticana.
L'année suivante, en 1911, elle débute avec grands succès au Théâtre Costanzi de Rome, choisie pour Octavian lors de la création italienne du Chevalier à la rose aux côtés d'Haricléa Darclée.
Ses réussites suivantes se font à Bari, La Havane avec la compagnie de María Barrientos, et au Liceu de Barcelone, dans Carmen (1912 à Bologne), Santuzza, Mignon, Orphée et Eurydice, Dalila et La Favorite de Donizetti. Elle chante en outre Cherubino du Mariage de Figaro, Hänsel de Hänsel et Gretel.
En 1929, à Turin, Conchita Supervía, assure la création italienne du personnage de Conception dans L'Heure espagnole de Ravel, La vida breve de Manuel de Falla et le rôle titre dans La Fata Malerba (1927) de Vittorio Gui toujours à Turin.
Le 7 février 1925, elle débute à La Scala dans  Hänsel, suivi par Cherubino et Octavian, dirigée par le compositeur lui-même, Richard Strauss, dans Le Chevalier à la rose et se produit souvent à Milan ensuite.

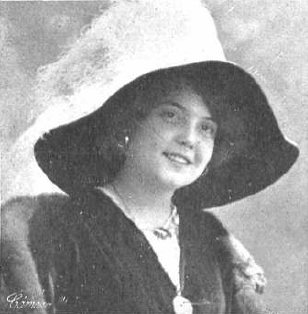
Supervía vers 1913.

Entre 1916 et 1935, elle joue les premiers rôles de la trilogie de Rossini : La Cenerentola, Le barbier de Séville et L'italiana in Algeri dans tous les grands théâtres du monde. Elle règne à l'Opéra lyrique de Chicago où elle passe la saison 1915–1916 où sont ovationnés ses rôles phares. Elle se produit ensuite à Paris, dans Werther de Massenet, au Théâtre des Champs-Élysées ou à l'Opéra de Paris où elle devient « la véritable coqueluche », notamment pour sa « pétulante Carmen qui est parfois discuté (à tort) » ; à Londres Covent Garden (1934 avec La Cenerentola), Rome, Florence, Bergame (dans La Damnation de Faust de Berlioz), Monaco, Ferrare et Gênes.
En 1934, dans le long-métrage Prima Donna (Chant du crépuscule) de Victor Saville, elle interprète « Baba l'étoile », en chantant aussi bien une valse musette que la Bohème de Puccini.
Outre des opéras, Supervia a été une notable interprète de zarzuelas et de mélodies — dont certaines enregistrées au disque — de Bizet, Léo Delibes, Albéniz, Joaquín Turina, Tomás Bretón, Manuel de Falla (Siete canciones populares españolas) et Enrique Granados.
Sa présence scénique, son timbre, son tempérament passionné ont participé à sa renommée.

## Vie privée
En 1931, Conchita Supervía épouse l'industriel britannique Benjamin Rubinstein et s'établit à Londres, où elle est tout aussi populaire. Elle doit se retirer de la scène en 1935, par recommandation médicale pendant une grossesse avec complications. Elle est morte soudainement, le 30 mars 1936, à seulement quarante ans, des conséquences d'une infection générale provenant de l'accouchement de son enfant mort-née,. Son fils, Giorgio, est le fruit d'un précédent et bref « mariage » antérieur, en 1917, avec Francesco Santamaria, ex-maire de Naples.
Elle est enterrée au cimetière juif de Golders Green, s'étant convertie pour complaire à son mari. 

## Discographie
- The Complète Conchita Supervia Vol. 1 : Odeon 1927-1928 (15 octobre 1927 – 24 décembre 1928, 2CD Marston) (OCLC 55591781)
- The Complète Conchita Supervia Vol. 2 : Fonotipia And Odeon 1929-1930 (2CD Marston) (OCLC 124040858)
- The Complète Conchita Supervia Vol. 3 : Parlophone And Odeon 1930-1932 (2CD Marston) (OCLC 247411588)
- The complete Conchita Supervia Vol. 4 : Odeon/Ultraphone 1932-1933 (2CD Marston) (OCLC 497852657)
- The complete Conchita Supervia Vol. 5 : Elusive selections and alternative takes (1928-1933, Marston) (OCLC 967235433)
- The Conchita Supervia Songbook (1927-1932, Pearl) (OCLC 54098486)
- Conchita Supervia - orchestre sous la direction d'Angelo Albergoni (enregistrements Fonotipia 1927-1928, Lebendige Vergangenheit 89023) (OCLC 26199167)
- The Emi Record Of Singing Vol 3 - 1926-1939
- Rossini - The Supreme Operatic Recordings / Supervia
- Operatic Arias (1930-1936) / Conchita Supervia
- Conchita Supervia in opera and songs (1927-1932, Pearl GEMM CD 9191) (OCLC 49904192)
- The unknown Supervia (1929-1932, Pearl) (OCLC 28128559)
- Conchita Supervia in opera and song : Rossini..., Bizet (extraits de Carmen) et Falla (Siete canciones populares españolas) (1927, 1932, coll. « Prima voce » Nimbus NI 7836/7) (OCLC 659110559), (BNF 38385240)
- Art Of Singing - Golden Voices Of The Century (DVD 1996, BBC / IMG Artists / Warner Classics) (OCLC 746641303)

Supervía n'a pas laissé d'enregistrements complets d'opéras, seulement des scènes et arias, mais elle a enregistré des zarzuelas complètes : La Leyenda del Beso et La verbena de la Paloma.